# コヨーテVSアクメ
『コヨーテVSアクメ』（原題: Coyote vs. Acme）は、2026年の実写アニメーション・法廷ドラマ・コメディ映画。

## キャスト
ケビン・エイブリー
声 - ウィル・フォーテ
ワイリー・コヨーテの弁護士
バディ・クレイン
声 - ジョン・シナ
アクメ・コーポレーションの弁護士
TBA
声 - ラナ・コンドル
声 - P・J・バーン
声 - トーン・ベル
声 - マーサ・ケリー

### ルーニー・テューンズのキャラクター
バッグスバニー 声 - 山口勝平
ダフィー・ダック 声優 - 高木渉
ポーキーピッグ 声優 - 龍田直樹
シルベスター・ザ・キャット 声の出 演者 - 江原正士
マービン・ザ・マーシャン 声優 - 緒方満
トゥイーティーバード 声優 - こおろぎさとみ

## 公開
当初2023年7月21日の公開を予定していたが、『バービー』の公開日へと変更になった。同年11月、ワーナー・ブラザースは映画の公開中止を発表した。多くの反発により、ワーナー・ブラザースは他の映画会社へ売却するとした。2025年『The Day the Earth Blew Up :A Looney Tunes Movie』の成功により、ワーナー・ブラザースは映画を配給した、ケチャップエンター・テインメントへ売却した。